# エイダン・チェンバーズ
エイダン・チェンバーズ（Aidan Chambers, 1934年12月27日 - 2025年5月10日または5月11日）は、イギリスの児童文学作家。

## 人物
1934年、イングランドのダラムにて出生。
1999年にカーネギー賞、2002年に国際アンデルセン賞を受賞した。
2025年5月10日から11日かけての夜、闘病の末に死去した。90歳没。

## 受賞歴
- カーネギー賞 1999年 （Postcards From No Man's Land（『二つの旅の終わりに』）に対して）
- 国際アンデルセン賞 2002年

## 主な作品

### ヤングアダルト向け小説
- Cycle Smash (1967)
- Marle (1968)
- Snake River (1975)
- Breaktime (1978)
- en:Dance on My Grave（『おれの墓で踊れ』） (1982)
- Now I Know (1987)
- en:The Toll Bridge (1992)
- en:Postcards from No Man's Land（『二つの旅の終わりに』） (1999)
- en:This is All: The Pillow Book of Cordelia Kenn (2005)
- "Dying to Know You" (2012)

### 児童向け小説
- Seal Secret (1980)
- The Present Takers (1984)

### 短編小説
- The Kissing Game: Short Stories of Defiance and Flash Fictions (2011)

### 批評、教育
- The Reluctant Reader (1969)
- Introducing Books to Children (1973, 1983)
- Booktalk: occasional writing on literature and children (1985)
- The Reading Environment (1991)
- Tell Me: Children, Reading and Talk（『みんなで話そう、本のこと ― 子どもの読書を変える新しい試み』） (1993)
- Reading Talk (2001)
- Tell Me: Children, Reading and Talk with The Reading Environment (2011)

## 日本語訳された作品
- 『おれの墓で踊れ』浅羽莢子訳、徳間書店、1997年
- 『二つの旅の終わりに』原田勝訳、徳間書店、2003年
- 『みんなで話そう、本のこと ― 子どもの読書を変える新しい試み』小玉知子訳、柏書房、2003年